# Brevipalpus variolatus
Brevipalpus variolatus är en spindeldjursart som beskrevs av De Leon 1960. Brevipalpus variolatus ingår i släktet Brevipalpus och familjen Tenuipalpidae. Inga underarter finns listade.